# Katedra Świętych Apostołów Piotra i Pawła w Ennis
Katedra Świętych Apostołów Piotra i Pawła w Ennis (ang. Cathedral of Sts. Peter and Paul) – katedra rzymskokatolicka w Ennis. Główna świątynia diecezji Killaloe. Mieści się przy Station Road.
Budowa świątyni rozpoczęła się w 1828, zakończyła w 1842, konsekrowana w 1842. Reprezentuje styl neogotycki. Zaprojektowana przez architekta Dominica Maddena. Posiada wieżę.